# Nederlandsche Middenstandsbank

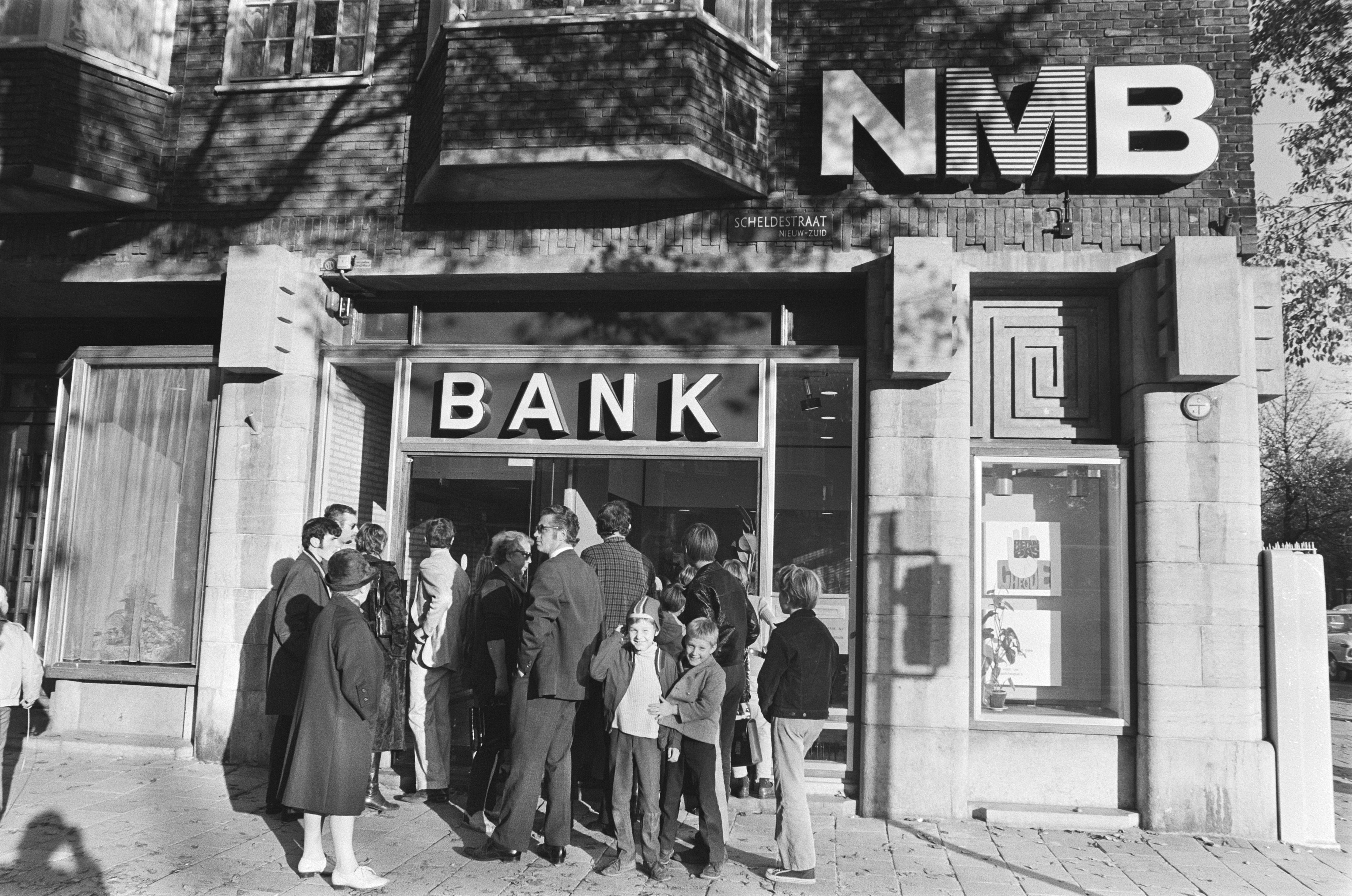
Een vers overvallen filiaal van de NMB in de Scheldestraat te Amsterdam

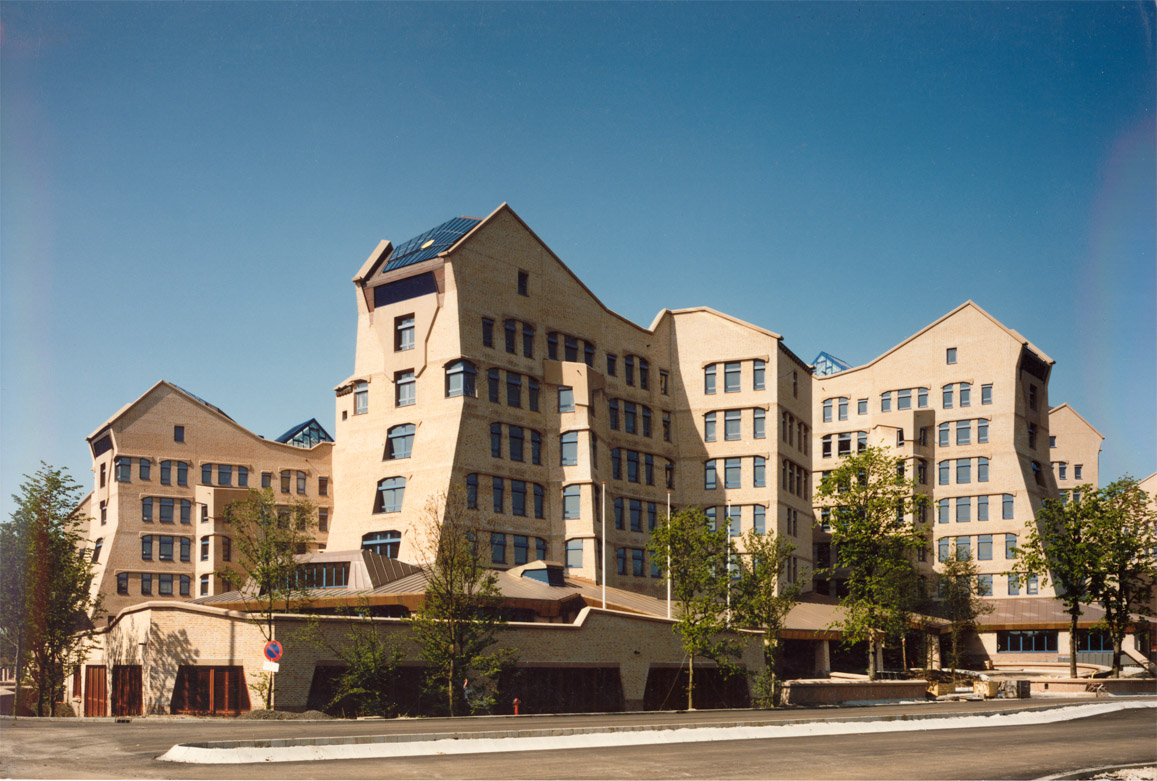
Voormalige hoofdkantoor in de Bijlmer

De Nederlandsche Middenstandsbank N.V., meestal afgekort tot NMB, was een Nederlandse bank die zich vooral bezighield met kredietverlening aan kleinere bedrijven, dus aan middenstanders.
De NMB ontstond in 1927 bij de fusie van de Algemeene Nederlandsche Centrale Middenstandsbank, de Hanzebanken, de BOAZ-banken en de Middenstandsbank voor Limburg. De NMB verwierf in de jaren zeventig en tachtig bekendheid door de reclamecampagne met de leus 'De NMB denkt met u mee', die ook resulteerde in een toeloop van particuliere klanten.
De NMB fuseerde in 1989 met de Postbank, de geprivatiseerde staatsbank voor giraal betalen en sparen, in de NMB Postbank Groep. De NMB en de Postbank bleven nog lang als zelfstandige dochterondernemingen binnen de NMB Postbank Groep functioneren. Er volgde in 1991 een fusie met de verzekeraar Nationale-Nederlanden, waarbij de NMB de ING Bank werd.
De NMB kreeg in 1974 in Buitenveldert in Amsterdam een nieuw hoofdkantoor, maar verhuisde in 1987 naar Amsterdam-Zuidoost, naar het Zandkasteel. Dat gebouw, een ontwerp van Ton Alberts en Max van Huut, heeft nog jaren als hoofdkantoor van de ING gediend, maar in 2015 werd bekend dat er woningen in het gebouw werden gerealiseerd.